# 圣马丹多比尼
圣马丹多比尼（法語：Saint-Martin-d'Aubigny，法語發音：[sɛ̃ maʁtɛ̃ dobiɲi]）是法国芒什省的一个市镇，属于库唐斯区。

## 地名
法语人名在日常人名译名以及《世界人名翻譯大辭典》、《法语姓名译名手册》等主流人名译名类书籍资料中多译作“马丁”，不过在《世界地名翻译大辞典》、《世界地名译名词典》和《法国地图册》等主流地名译名类书籍资料中多译作“马丹”。

## 地理
圣马丹多比尼（49°9'54"N, 1°21'0"W）面积15.16 平方千米，位于法国诺曼底大区芒什省，该省份为法国西北部沿海省份，西、北、东北三面环大西洋，东起顺时针与卡爾瓦多斯省、奧恩省、马耶讷省和伊勒-维莱讷省接壤。
与圣马丹多比尼接壤的市镇（或旧市镇、城区）包括：圣塞巴斯蒂安德赖、弗热尔、马尔谢雪、佩里耶、圣索沃尔维拉日。
圣马丹多比尼的时区为UTC+01:00、UTC+02:00（夏令时）。

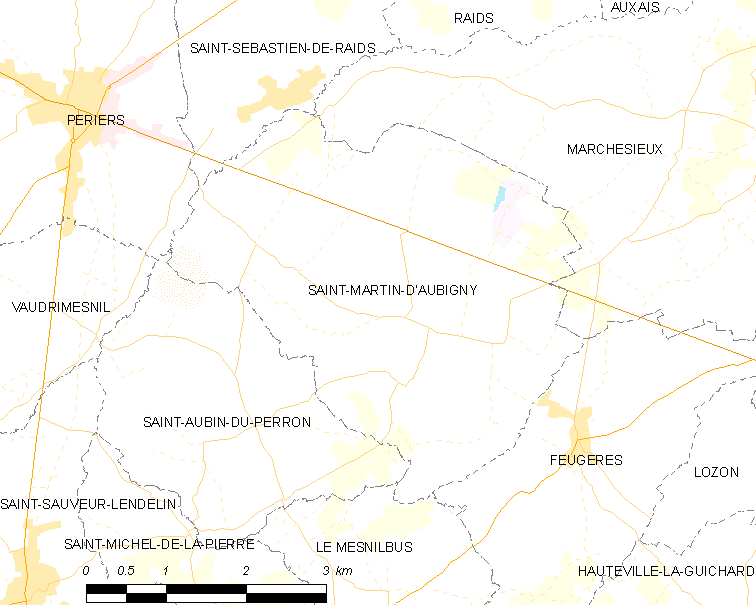
圣马丹多比尼的OSM定位图

## 行政
圣马丹多比尼的邮政编码为50190，INSEE市镇编码为50510。

## 政治
圣马丹多比尼所属的省级选区为阿贡-库坦维尔县。

## 人口

1962-2008年间圣马丹多比尼人口变化图示

圣马丹多比尼于2022年1月1日时的人口数量为606人。